# Газогенератор

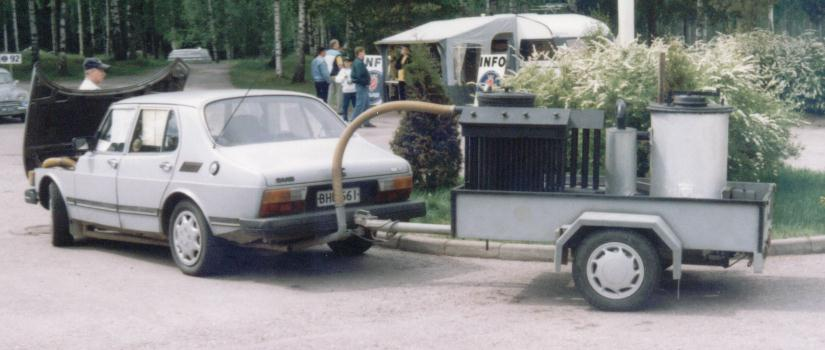
Saab 99. Фінляндія.

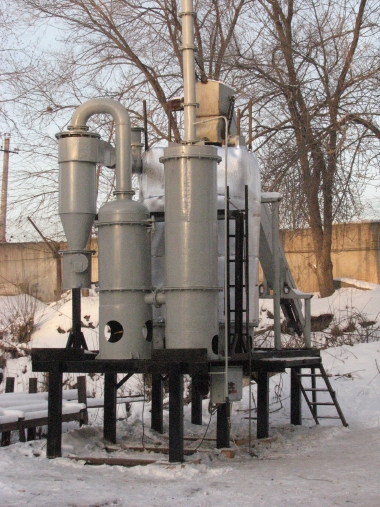
Комплекс для отримання генераторного газу, м. Самара

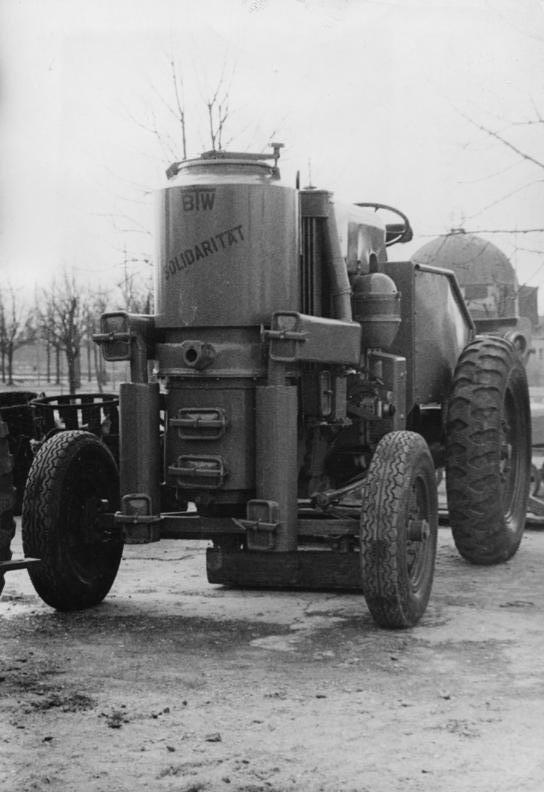
Газогенераторний трактор виробництва НДР, 1949 рік

Газогенератор — пристрій для перетворення твердого чи рідкого палива в газоподібну форму. Найпоширеніші газогенератори працюють на дровах, деревному вугіллі, кам'яному вугіллі, бурому вугіллі, коксі та паливних пелетах, піддаючи пальне термічній обробці в середовищі повітря, кисню, водяної пари або їхньої суміші (дуття). Газогенератори, що використовують як пальне мазут та інші види рідкого пального, застосовуються значно рідше.
Стаціонарні генератори застосовують у хімічній промисловості, металургії тощо, транспортні генератори — головним чином в автомобільних газогенераторних установках.
Забезпечуючи повніше згоряння відходів деревообробки й сільськогосподарської продукції (тирси, лушпиння насіння і т. д.), використання газогенератора дає змогу скоротити викиди в атмосферу.
Газогенератор дає змогу газифікувати тверде паливо, що робить його використання зручнішим та ефективнішим, будь-то опалювальний котел, двигун внутрішнього згоряння, газова турбіна чи хімічна промисловість.

## Принцип роботи
У газогенераторі відбувається декілька основних хімічних реакцій.
При горінні зі збідненою кількістю кисню (піроліз) відбуваються реакції окиснення вуглецю й вуглеводнів:
C+O2 → CO2
2H2+O2 → 2H2O
з виділенням теплової енергії
Після чого реакції відновлення:
C+CO2 → 2CO
C+H2O → CO+H2
зі споживанням теплової енергії
Активна частина газогенератора складається з трьох перетікаючих ділянок: термічного розкладання палива, окиснення, відновлення. Крім пристроїв із зовнішнім підводом тепла, де зони окиснення нема.
Калорійність генераторного газу залежить від складу газу обдуву:
| Повітря               | 3,8–4,5 МДж/м³ |
| Повітря + водяна пара | 5–6,7 МДж/м³   |
| Кисень + водяна пара  | 5–8,8 МДж/м³   |
| Водяна пара           | 10–13,4 МДж/м³ |

## Типи газогенераторів
Є три основні типи газогенераторного процесу: прямий, обернений і горизонтальний. Також відомі й газогенератори двохзонного процесу, що являють собою комбінацію прямого й оберненого процесів.

### Прямий процес
Перевага прямого процесу — простота виконання. Недолік — високий вміст вологи й смол. Цю ваду можна усунути, використовуючи очищене пальне: деревне вугілля або кокс.

### Обернений процес
Обернений процес має найменший вміст смол, оскільки газ розкладання палива проходить найвисокотемпературнішу зону «окиснення», що приводить його до практично повного розкладання. На практиці здійснюється дещо складніше, ніж прямий.

### Горизонтальний процес
Горизонтальний процес має помірну кількість смол. Газ розкладання проходить зону відновлення, але частина його не повністю розкладається. Перевага — проста конструкція.
Водяна пара подається окремо від газу обдуву, попередньо розігрітою, в зону відновлення. Генераторний газ при цьому має вищу калорійність, але загальна теплова потужність установки падає, тому в теплових котлах подача пари не використовується.
Газогенератори розрізняються системою завантаження пального й відбору золи. Безперервна система подачі й відбору більш технологічна, часто використовується в промисловості (переважно на лісопилках). Здебільшого газогенераторні установки обладнуються системами очистки й охолодження газу перед використанням.
Помилково газогенераторами також називають, за аналогією з дизельгенераторами й бензогенераторами, електростанції, що працюють на газі (метані, зрідженому газі).

## Інтернет-ресурси
- 2 schematics of the most common downdraft generator systems
- p93; full downdraft generator system
- Information on the design and principles of the gasifier [Архівовано 7 березня 2017 у Wayback Machine.]
- Woodgas powered trucks and cars in the United States
- Современные конструкции газогенераторных установок [Архівовано 7 травня 2012 у Wayback Machine.]
- Газификация твердых топлив [Архівовано 14 серпня 2013 у Wayback Machine.]
- Газогенератор в Большой Советской Энциклопедии [Архівовано 12 травня 2013 у Wayback Machine.]
- История развития транспортных газогенераторов [Архівовано 10 травня 2013 у Wayback Machine.]

| Технології | Це незавершена стаття з технології. Ви можете допомогти проєкту, виправивши або дописавши її. |